# ملفين مرسيدس
ملفين مرسيدس (بالإنجليزية: Melvin Mercedes)‏ هو لاعب كرة قاعدة دومينيكاوي، ولد في 2 نوفمبر 1990 في مقاطعة إلسيبو ‏ في جمهورية الدومينيكان.

## وصلات خارجية
- ملفين مرسيدس على موقع دوري كرة القاعدة الرئيسي (الإنجليزية)
- ملفين مرسيدس على موقعبيزبول رفرنس.كوم (الدوري الرئيسي) (الإنجليزية)
- ملفين مرسيدس على موقعبيزبول رفرنس.كوم (الدوري الثانوي) (الإنجليزية)
- ملفين مرسيدس على موقع إي إس بي إن.كوم (أم.أل.بي) (الإنجليزية)
- ملفين مرسيدس على موقع مشجعي الرسوم البيانية (الإنجليزية)